# Grão-Chanceler da Lituânia
O Grão-Chanceler da Lituânia (em lituano: Lietuvos didysis kancleris) era um dos mais altos cargos do Grão-Ducado da Lituânia. O cargo funcionou de meados do século XV até o fim da união real com o Reino da Polônia em 1795 e sua subsequente partição entre a Prússia, a Rússia e a Áustria.  O chanceler possuía o Grande Selo da Lituânia e tinha a Métrica Lituana à sua disposição. 

## História
Acredita-se que o papel de chanceler tenha se originado de cargos na corte do feudo do Grão-Duque da Lituânia . Embora o papel de chanceler de estado existisse desde os tempos do Grão-Duque Vytautas, ele apareceu formalmente durante o reinado de Casimiro IV Jagelão.  A expansão do território do Grão-Ducado da Lituânia e o aumento do valor das terras, propriedades e instituições judiciais significaram uma necessidade crescente de documentos escritos. As necessidades da diplomacia política de Vytautas com o Grão-Ducado de Moscou, o Império Bizantino e os tártaros foram atendidas com a criação de duas chancelarias - a primeira das quais prepararia documentos em latim e alemão, enquanto a segunda prepararia documentos em russo. Onze escribas trabalhavam nesses escritórios, alguns dos quais foram enviados pelo primo de Vytautas e rei da Polônia, Jogaila, de sua propriedade na Polônia (Mikalojus Cebulka e Mikalojus Maldrzykas são exemplos desses escribas). Sabe-se que três escribas vieram da Ordem Teutônica. Os escribas da Volínia receberam a tarefa de ajudar a escrever o ruteno, embora se acredite que alguns documentos rutenos foram preparados por lituanos.  Até a União de Lublin, o papel do Grão-Chanceler seria o segundo mais alto, depois do Grão-Duque, uma vez que ele normalmente residia na Polônia e, consequentemente, o Grão-Chanceler supervisionava a maior parte da política do Grão-Ducado, bem como o Conselho dos Lordes da Lituânia. 

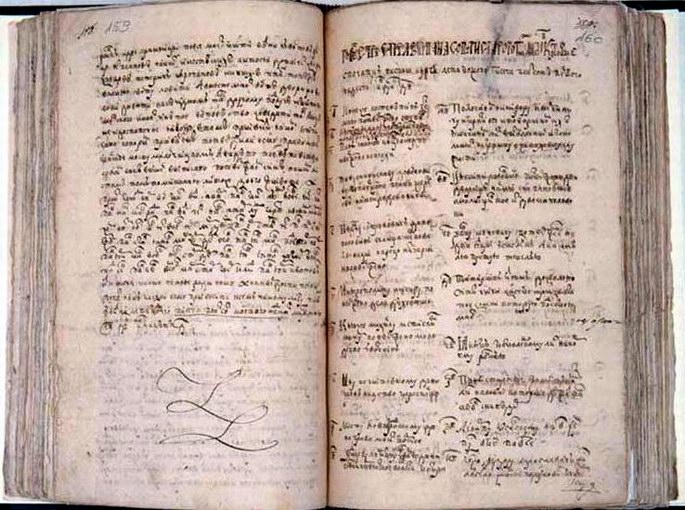
Uma métrica lituana de 1511–18, da chancelaria do Grão-chanceler lituano Mikołaj Radziwiłł, escrita em ruteno.

Como as funções oficiais ainda não estavam formalizadas, o cargo de escriba seria categorizado como escrivão simples ou secretário do Grão-Duque. Durante o reinado de Casimiro IV Jagelão, a chancelaria seria totalmente estabelecida. Seu primeiro grande chanceler foi Sudivojus Valimantaitis. Durante o reinado de Alexandre Jagelão, a chancelaria se tornou o centro da política do Grão-Ducado. Os escritórios foram categorizados em assuntos relacionados ao tesouro e assuntos relacionados à diplomacia. O Grão-Chanceler normalmente seria membro de uma família nobre e magnata, como as famílias Radziwill, Sapieha e Gasztowt. Até a criação do Tribunal Lituano em 1581, o Grão-Chanceler liderava a Suprema Corte do Grão-Ducado. No século XVI, o número de escribas e a própria alfabetização aumentaram; tarifas e impostos passaram a ser controlados com mais frequência e eficácia dentro do território do país. O Grão-Chanceler normalmente teria uma segunda função, a de Voivoda de Vilnius, bem como de Castelão de Vilnius,  embora esta prática fosse posteriormente abandonada. Até a criação do Conselho Permanente, o Grão-Chanceler supervisionaria as relações com o Império Russo. 
Hoje, o cargo de chanceler foi substituído pelo de primeiro-ministro da Lituânia.

## Titulares
| Retrato | Nome                         | Nascimento             | Morte                  | Mandato   |
| ------- | ---------------------------- | ---------------------- | ---------------------- | --------- |
|         | Sudivojus Valimantaitis      |                        |                        | 1441–1444 |
|         | Mykolas Kęsgaila             |                        | 1476                   | 1444–1476 |
|         | Alekna Sudimantaitis         |                        | 1490                   | 1478–1490 |
|         | Mikalojus Radvila            | 1450                   | 16 de julho de 1509    | 1492–1509 |
|         | Mikołaj II Radziwiłł         | 1470                   | 1529                   | 1510–1529 |
|         | Albertas Goštautas           | 1480                   | 1539                   | 1522–1539 |
|         | Jonas Glebavičius            |                        |                        | 1546–1549 |
|         | Mikołaj "o Negro" Radziwiłł  | 4 de fevereiro de 1515 | 28 de maio de 1565     | 1550–1565 |
|         | Mikołaj Radziwiłł VI         | 1512                   | 27 de abril de 1584    | 1565–1584 |
|         | Lew Sapieha                  | 4 de abril de 1557     | 7 de julho de 1633     | 1589–1623 |
|         | Albrycht Stanisław Radziwiłł | 1 de julho de 1595     | 12 de novembro de 1656 | 1623–1656 |
|         | Krzysztof Zygmunt Pac        | 1621                   | 1684                   | 1658–1684 |
|         | Marcjan Aleksander Ogiński   | 1632                   | 5 de janeiro de 1690   | 1684–1690 |
|         | Dominik Mikołaj Radziwiłł    | 1643                   | 1697                   | 1690–1697 |
|         | Karol Radziwiłł              | 1668                   | 1719                   | 1698–1719 |
|         | Michał Serwacy Wiśniowiecki  | 13 de maio de 1680     | 18 de setembro de 1744 | 1720–1735 |
|         | Jan Fryderyk Sapieha         | 1680                   | 1651                   | 1635–1651 |
|         | Michał Fryderyk Czartoryski  | 1696                   | 1775                   | 1752–1755 |
|         | Aleksander Michał Sapieha    | 1730                   | 1793                   | 1755–1793 |
|         | Joachim Chreptowicz          | 4 de janeiro de 1729   | 4 de março de 1812     | 1793–1795 |
| Fonte:  |                              |                        |                        |           |